# FK Sutjeska Foča
Der Fudbalski Klub Sutjeska Foča (Serbisch kyrillisch: Фудбалски Клуб Сутјеска Фoчa) ist ein bosnisch-herzegowinischer Fußballverein aus Foča. Der Verein spielt aktuell in der zweithöchsten Spielklasse Bosnien und Herzegowinas, der Prva Liga RS.

## Allgemeines
Nachdem vor dem Zweiten Weltkrieg bereits der Verein 'Graničar' in Foča existierte, wurde der Verein 1946 neugegründet. Der Vereinsname 'Sutjeska' wurde als Erinnerung an die Schlacht an der Sutjeska gewählt, die 1943 am gleichnamigen Fluss in der Nähe von Foča stattgefunden hatte.
Der Verein trat fortan in den unteren Ligen des ehemaligen Jugoslawiens an und hatte anfangs mit finanziellen Schwierigkeiten zu kämpfen. So war es immer mühsam, Mittel für Ausrüstung und Auswärtsreisen zu bekommen. Seit dem Zerfall Jugoslawiens spielt der Verein in den Ligen der Republika Srpska. Seit der Saison 2007/2008 ist der Verein ununterbrochen in der Prva Liga RS vertreten. Als größter Erfolg ist der dritte Platz in der Saison 2010/2011 zu werten. Ein bekannter Jugend-Spieler des Vereins ist Radmilo Mihajlović, der später bei Dinamo Zagreb, Bayern München und Schalke 04 unter Vertrag stand.